# ノラの戦い (紀元前214年)
第三次ノラの戦いは、第二次ポエニ戦争において紀元前214年にハンニバル・バルカ率いるカルタゴ軍とマルクス・クラウディウス・マルケルス率いるローマ軍との間で戦われた戦闘である。
これは3度目のハンニバルによるノラ奪取の試みであるが、これもまたマルケルスによって失敗に終わった。